# Elecciones generales de Groenlandia de 1999

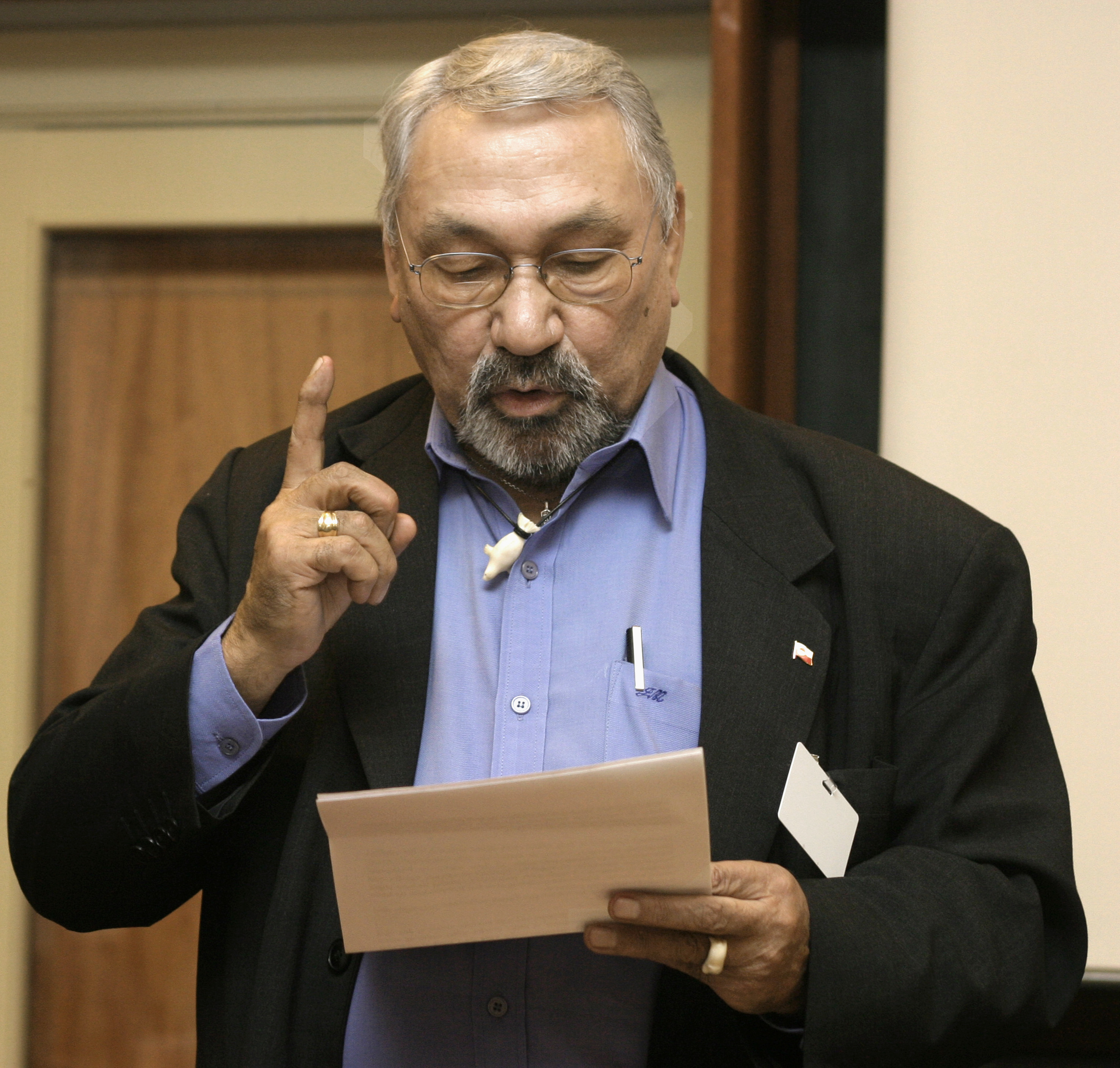
Jonathan Motzfeldt en Oslo 2000 dando instrucciones o una conversación.

Las elecciones generales de Groenlandia tuvieron lugar el 16 de febrero de 1999. Siumut se mantuvo como el partido mayoritario en el Parlamento, obteniendo 11 de los 31 escaños.

## Resultados
| Partido                                        | Votos  | %     | Escaños | +/–   |
| ---------------------------------------------- | ------ | ----- | ------- | ----- |
| Siumut                                         | 9 899  | 35,16 | 11      | –1    |
| Atassut                                        | 7 100  | 25,22 | 8       | –2    |
| Inuit Ataqatigiit                              | 6 217  | 22,08 | 7       | +1    |
| Kattusseqatigiit                               | 4 939  | 17,54 | 4       | +3    |
| Independientes                                 | 4 939  | 17,54 | 1       | Nuevo |
| Votos en blanco/nulos                          | 335    | –     | –       | –     |
| Total                                          | 28 490 | 100   | 31      | 0     |
| Electores registrados/participación            | 37 485 | 76,00 | –       | –     |
| Fuente: Election Passport, Parties & Elections |        |       |         |       |